# Кузнецов, Побиск Георгиевич
Побиск Георгиевич Кузнецов (18 мая 1924 года, Красноярск — 4 декабря 2000 года) — советский и российский мыслитель и учёный-энциклопедист, специалист по системам целевого управления и планирования.
В советское время дважды репрессирован. Не будучи религиозным, был идейным наследником русского космизма.
Как отмечает сотрудник Института философии РАН А. Пензин: «Кузнецов был междисциплинарным исследователем, обладавшим широким спектром академических интересов — начиная с биологии, химии и физики и заканчивая инженерией, экономикой и общей теорией систем». Он оказал влияние на Эвальда Ильенкова, с которым близко дружил в 1950-х годах.
Кандидат химических наук (1965). 
Являлся профессором Международного университета природы, общества и человека «Дубна». Автор 200 научных работ. Член КПСС (исключался, восстановлен в 1975).

## Биография

### Ранние годы
Родился в семье партийного работника Георгия Фёдоровича Кузнецова, выпускника Института красной профессуры, и преподавательницы физики. Именно отец дал будущему учёному имя-акроним, раскрывающийся как «Поколение борцов и строителей коммунизма». По отцу двоюродным братом Побиска был Влаиль Казначеев.
После окончания девятого класса Кузнецов поступил в Ленинградскую военно-морскую спецшколу, которую окончил в июле 1941 года. На этот момент по возрасту не подлежал призыву, продолжил образование в танковом училище в Сызрани. По окончании учёбы попал в 30-ю армию, где был определён сперва в 238-ю, а затем в 10-ю гвардейскую танковую бригаду. С декабря 1942 года командовал взводом разведки, в 1943-м за боевой подвиг награждён орденом Красной Звезды.
Сперва посадили в Новосибирске. Причем наибольшее удовольствие они испытывали, когда с «мясом» выдирали орден из гимнастерки. Приходит арестованный, думает, что орден его защищает, а его берут и вырывают. <...> Арест для меня был неожиданностью, но я спокойно к нему отнесся. Все страшно, пока не попробуешь. Никакого надлома не произошло, потому что уже прошел войну. Это существенный элемент, очень существенный элемент. Когда побывал среди трупов, по-другому смотришь на жизнь.
В 1943 году получил ранение, после чего оказался в эвакуационном госпитале. Там Кузнецов познакомился с работами Энгельса, под их влиянием у него появилась идея организовать студенческое научное общество, которое занималось бы изучением вопросов тепловой смерти Вселенной и происхождения жизни. Этим замыслом он поделился с секретарём комсомольской организации Московского авиационного института, который в апреле 1943-го сообщил властям об идее Кузнецова как о намерении создать антикомсомольскую группу.
11 сентября 1943 г. был арестован на лестничной клетке своего дома в Новосибирске сразу же после сдачи вступительных экзаменов в Институт военных инженеров транспорта. Для проведения следствия был этапирован в Москву, там в 1945 году по 58 статье приговорён военным трибуналом НКВД к десяти годам исправительно-трудовых лагерей. После приговора отбывал срок, работая на Новосибирском радиозаводе, где получил квалификацию инженера-химика. В дальнейшем переводился в Норильлаг (с июня 1949-го), Горлаг (с декабря 1951-го), Озерлаг (с лета 1953-го). О норильском периоде жизни учёного рассказывается в мемуарах Бориса Витмана, товарища Кузнецова по заключению.

### Научная карьера
В феврале 1954 года Кузнецов был освобождён из заключения, получив статус бессрочного ссыльного, и направлен в село Казачинское Красноярского края, работал там трактористом. В 1954 году после производственной травмы он получил разрешение переехать в Красноярск, где трудился в лабораториях Министерства геологии. Уже к началу 1956 года Кузнецов руководил темой «Гидрохимические методы исследований» в Центральной лаборатории Мингеологии, в этом же году он был реабилитирован в связи с отменой приговора. После реабилитации Кузнецов продолжил карьеру химика в Новосибирске, в 1959 году защитил дипломную работу по теме «Разделение редких земель».
В это же время Кузнецов продолжал заниматься самообразованием, его занятия были продолжением обсуждений, которые ещё в лагерях он вёл с заключёнными деятелями науки: физиологом В. Париным, минералогом Н. Федоровским, химиком Я. Фишманом. Результатом изысканий Кузнецова стало письмо, посвящённое философским проблемам происхождения жизни, которое за подписью «Тракторист Кузнецов» он направил в Институт философии АН СССР.
В 1956 году Кузнецов смог лично посетить Институт. Во время командировки в Москву на курсы ВСЕГИНГЕО он выступил там с докладом о происхождении жизни, среди его слушателей оказался философ Эвальд Ильенков. По замечанию ученика Ильенкова С. Н. Мареева, идеи Кузнецова оказались близки к содержанию рукописи «Космологии духа», что вызвало интерес философа. Позднее по предложению Ильенкова Кузнецов написал первую часть статьи «Жизнь» для «Философской энциклопедии».
В 1960 году Кузнецов перевёлся на работу в Институт нефтехимсинтеза АН СССР, откуда ушёл в октябре 1961-го после поступления в аспирантуру МГПИ им. В. И. Ленина. В аспирантуре продолжил исследования по анализу химических элементов, в 1965 году защитил диссертацию по теме «Теоретические основы разделения редкоземельных элементов и методы оценки эффективности разделения». Последнюю публикацию по проблемам разделения смесей учёный сделал в 1968 году, после чего к этой теме не возвращался.
В 1965 году при Научно-исследовательском секторе МГПИ им. В. И. Ленина создается хозрасчётный Сектор СПУ, который возглавил П. Г. Кузнецов. Этот сектор в 1967 г. преобразуется в Лабораторию систем управления, а в 1968 г. в ЛаСУРс (Лабораторию систем управления разработками систем) — эта лаборатория выполняла многочисленные договоры по разработке и внедрению систем СПУ в различных отраслях народного хозяйства. Активно сотрудничал с Кузнецовым С. П. Никаноров. В 1970 году лаборатория ликвидирована, а на её руководителя П. Г. Кузнецова было возбуждено уголовное дело и вскоре он был помещён в институт Сербского. О его освобождении ходатайствовали академики В. В. Парин и А. И. Берг перед XXIV съездом КПСС.

### После второго ареста

В 1971 г. был восстановлен в МГПИ им. В. И. Ленина. С мая 1974 г. работал на кафедре электрических систем Московского энергетического института.
В «Характеристике научной значимости работ Кузнецова Побиска Георгиевича» в Комитет партийного контроля, написанной в 1975 году академиками АН СССР В. М. Глушковым и В. С. Семенихиным и членом-корреспондентом АН В. Г. Афанасьевым, отмечается: «П. Г. Кузнецов обладает способностью использовать при решении сложных научных проблем в одних областях знания аппарат других наук, зачастую очень удалённых. Это затрудняет немедленное и широкое восприятие, признание и реализацию его идей, но это же и является ценным в научном исследовании, так как именно такой широкий синтез способствует прокладыванию новых путей в науке». В этом документе также отмечалось, что «Работы П. Г. Кузнецова отличаются принципиальным партийным подходом и основаны на глубоком знании и умелом использовании марксистско-ленинской методологии». На основании данной характеристики Кузнецова восстановили в партии.
С мая 1978 г. по 1986 год работал в НИИАА (Научно-исследовательский институт автоматической аппаратуры). С июля 1986 г. начальник лаборатории информатики издательства «Правда», а вскоре стал заместителем начальника отдела АСУ того же издательства. Автор нашумевшей статьи в «Правде» «Ответ историку» (Юрию Афанасьеву) ("правоверно советской" охарактеризовал ее Валерий Фрид). (О «правдинском» периоде жизни Кузнецова можно прочесть у В. Верстакова в книге «От „Правды“ до „Свободы“».) В апреле 1990 года вышел на пенсию.
С 1993 г. читал курс лекций для студентов базовой кафедры прикладных концептуальных методов ФРТК МФТИ под названием «Естественно-научные основы социально-экономических процессов».
В 1996—1999 гг. председатель направления по вопросам национальной безопасности экспертного совета Комитета по безопасности Государственной Думы РФ (второго созыва).
По мнению Ю. В. Громыко: «В какой-то мере Побиск Георгиевич Кузнецов является символом советской науки, той гениальной её составляющей, которая решала сложнейшие проблемы и предлагала нестандартные решения часто не благодаря сложившимся социальным обстоятельствам, но вопреки им, поэтому вокруг него группировались люди, которым была не безразлична судьба Родины. Поскольку Побиск Георгиевич являл собой пример человека, который может мыслить и осуществлять научное творчество независимо от складывающейся ситуации».
Как отмечал О. Л. Кузнецов: «Закрытый характер работ П. Кузнецова (даже биография никогда не публиковалась) и разбросанность его научного наследия по сотням различных работ и рукописей привели к тому, что он ещё при жизни стал легендой».
Рассказывается о нём у И. А. Подольного, вспоминал о нём В. Кудрявцев. Своим другом называл его Р. И. Косолапов. Среди исследователей, испытавших влияние Кузнецова — Л. М. Карнозова, А. Г. Алейников:68.
Умер от инфаркта. На смерть отозвались газета «Завтра», О. Л. Кузнецов.

## Мировоззрение
«… Проблемы общественного развития не могут решаться только и исключительно в рамках социально-экономической теории, даже такой мощной, как марксистская. Необходимо ещё понимание места человека в Космосе» (Побиск Кузнецов, 1956 год).
Большое влияние на П. Г. Кузнецова, как утверждал он сам, в философии оказали труды Николая Фёдорова.
В основе его идей лежат труды крупнейших философов, математиков и физиков, среди которых: Кант, Гегель, Фихте, Маркс, Энгельс, Фёдоров, Подолинский, Умов, Вернадский, Лобачевский, Бойяи, Клейн, Веблен, Крон, Лебег, Колмогоров, Лагранж, Максвелл, Эйнштейн, Бартини, Бауэр и многие другие.
По мнению Ю. В. Громыко: «Если посмотреть на ведущие философские школы, которые формировались в советской философии, то прежде всего необходимо выделить Эвальда Васильевича Ильенкова, а также находящегося с ним в творческой оппозиции Александра Александровича Зиновьева и группу Г. П. Щедровицкого. Философия П. Г. Кузнецова, на мой взгляд, сформировалась за счёт их проработки, интерпретации и развития работ Э. В. Ильенкова». Громыко также отмечал про «оппозиционные отношения» между «группой Ильенкова, куда входили и Побиск Кузнецов, и Спартак Петрович Никаноров, с одной стороны, а, с другой стороны, с группой Зиновьева, Щедровицкого и Мамардашвили».
Побиск Кузнецов известен как один из основоположников альтернативного монетаристскому физического подхода к экономическим системам (физической экономики) Линдона Ларуша, с которым был знаком лично.
С именем П. Г. Кузнецова связана идея энерговалют:37. Борис Славин также указывал его как философа-системолога, энтузиаста «экологической экономики». Внёс значимый вклад в ноосферологию. Он был экономист-системщик, согласно Леониду Медведко.

## Память
14-15 декабря 2001 года состоялся первый, а 30 мая — 1 июня 2002 года — второй Международный симпозиум «Пространство и время в эволюции глобальной системы: природа — общество — человек», посвящённый памяти П. Г. Кузнецова.
В 2005 году в рамках экспериментальной программы развития образования Северо-Западного округа Москвы был запущен образовательный проект «Школа генеральных конструкторов им. Побиска Кузнецова».
29 мая 2014 года состоялась Международная научная конференция «Проблема устойчивого развития Человечества в системе: природа — общество — человек», посвящённая 90-летию со дня рождения П. Г. Кузнецова.
30 мая 2016 года в Госдуме РФ состоялся посвященный памяти П. Г. Кузнецова «круглый стол» фракции КПРФ на тему «Задачи научно-образовательного сообщества в постановке целей устойчивого развития, национальной и международной безопасности». Первый зампред Комитета Госдумы по образованию Олег Смолин заявил тогда, что научное наследие Побиска Кузнецова не оценено в полной мере, а также, что идеи того в области глобального моделирования могут оказаться полезны для проведения новой модернизации в России.
В марте 2019 г. на базе Брянского государственного инженерно-технологического университета проходил открытый чемпионат в сфере информационно-телекоммуникационных технологий — имени П. Г. Кузнецова.
Имя П. Г. Кузнецова носит Международная Научная школа устойчивого развития, основанная его учениками и сподвижниками. Он также стоял у истоков создания общероссийской общественной организации «Всенародное экологическое общество — Зеленые 3000», принимал активное участие в формирование её идеологии.
К 2021 году вышел пятый том научного наследия П. Г. Кузнецова (выпуск начался в 2015 г.). Планируется выход ещё одного тома.
Биографию П. Г. Кузнецова кратко описал в своей книге «Третий проект — 3» Максим Калашников.
Андрей Фурсов в 2023 высказывался о П. Г. Кузнецове, что он до сих пор мало известен, "но я думаю, что когда-нибудь Россия будет отчитываться за вторую половину XX века именем этого человека".

## Семья
- Первая жена — Р. Л. Карповская.
  - Дочь — И. П. Гойзман-Кузнецова (р. 1956, Красноярск[76])[77].
- Вторая жена — Гера Потехина (ум. 1979)[44], дочь И. И. Потехина[78].
- Третья жена — Алмагуль Сеитова[79].
  - Дочь — Дарья[80].

## Награды
- орден Красной Звезды (25.07.1943)[22]
- медаль «За трудовое отличие» (08.1969)[81]
- орден Отечественной войны I степени (11.03.1985)[82]
- другие медали